# Tranche-cul
 (janvier 2024).
Tranche-cul est une pièce de théâtre de l'auteur Jean-Philippe Baril-Guérard en 2014. C'est le cent-soixante-dix-huitième ouvrage publié chez Dramaturges Éditeurs. La pièce a été jouée pour la première fois devant public le 4 décembre 2014 au Théâtre Espace Libre, à Montréal. 

## Le texte[2]
Tranche-cul est une satire de la société où les personnages utilisent au maximum leur droit de liberté d'expression, aux dépens de l'autre. Au nom de cette liberté, tous utilisent la place publique pour affirmer leurs opinions sans retenue au détriment de l'autre. Par le racisme, les insultes, le capitalisme sauvage, les méchancetés et les eugénismes, l'auteur aborde sa vision personnelle de la théorie du darwinisme social. 

### Structure
Le texte principal est divisé en seize parties. Chacune de ces parties porte le titre du sujet qui sera traité dans la scène. Une didascalie est insérée sous le titre pour donner des indications sur le sexe du personnage de la scène, et sur la quantité de personnages nécessaire. Pour la plupart des scènes, il s'agit d'un dialogue avec un destinataire absent, c'est-à-dire que deux personnages se parlent, mais le lecteur n'a la version que du personnage qui attaque. Il arrive quelques fois que le destinataire soit présent, à ce moment il s'agit d'un personnage précis : la placière. Celle-ci est décrite dans le livre comme une placière à l'air gentil. Seuls deux personnages reviennent dans d'autres scènes : la placière et un spectateur. 
Il n'y a presque pas d'ordre chronologique fixe dans la pièce entre toutes les parties. Les seules parties qui ont un lien entre eux sont celles de la placière et du spectateur (Ghandi, Portefeuille et Portefeuille 2) et celles du pervers.

### Parties
Voici la liste des seize parties :
Ghandi
Art
Agace
Radio
Pervers
Portefeuille
Grosse
Confession
Entrevue
Pervers 2
Viande
Juif
Chirurgie
Tu te trouves tu fine
Moyen-âge
Portefeuille 2
Ces parties sont suivies de la section Retranchements, qui sont d'autres scènes n'ayant pas fait partie de la représentation initiale.
Gros bras
Guerre civile
Pervers 3

## Représentations
La première représentation de la pièce de théâtre Tranche-cul a eu lieu au Théâtre l'Espace Libre à Montréal, du 4 au 20 décembre 2014, une production de Théâtre En Petites Coupures. Elle a été reprise en novembre 2017 au Quartier de lune, à Québec, par le Collectif de feu.

### Théâtre En Petites Coupures

#### Fiche technique
Mise en scène : Jean-Philippe Baril-Guérard
Assistance à la mise en scène : Andrée-Anne Garneau
Dramaturgie : Isabeau Blanche
Scénographie : Marie-Pier Fortier
Costumes : Cloé Alain Gendreau
Éclairages : Vincent de Repentigny
Conception sonore : Benoit Landry

#### Distribution
Pierre-Yves Cardinal
Olivier Gervais-Courchesne
Karine Gonthier Hyndman
Marie-Claude Guérin
Mathieu Handfield
Andrée-Anne Lacasse
Jean-Sébastien Lavoie
Manon Lussier
Bruno Marcil
Pierre-Louis Renaud
Maude Roberge-Dumas
David Strasbourg
Anne Trudel
Guillaume Tremblay

#### Espace scénique[2]
La salle a été aménagée en scène bi-frontale, c'est-à-dire que le public est divisé en deux et se fait face avec la scène au centre. Les comédiens étaient dissimulés dans le public et n'utilisaient presque pas l'allée centrale.

### Collectif de feu[5],[6]

#### Fiche technique
Mise en scène : Angélique Patterson
Assistance à la mise en scène : Jonathan Gagnon
Décors et costumes : Mélanie Robinson
Éclairages : Mathieu C. Bernard
Conception sonore : Jonathan Sonier
Collaboration au mouvement : Guillaume Lévesque

#### Distribution
Anne-Sophie Archer
Vincent Champoux
Charles Fournier
Nadia Girard Eddahia
Stéphanie Jolicoeur
Marianne Marceau
Jean-Nicolas Marquis
Angélique Patterson
Annabelle Pelletier Legros